# 武蔵武彦
武蔵 武彦（むさし たけひこ、1944年 - ）は、日本の経済学者。千葉大学法経学部経済学科名誉教授。専門は産業組織論、経済政策。

## 来歴
1944年 京都府生まれ。1968年 同志社大学経済学部卒。1974年 一橋大学大学院経済学研究科博士課程単位取得退学。指導教官は宮澤健一。2009年度限りで千葉大学法経学部経済学科教授を退官した。
京都精華大学教授の武蔵篤彦は実弟。

## 著書

### 単著
- Japanese Telecommunications Policy, P.I.R.P., Harvard University, 1985

### 共著
- （黒川和美、高山憲之 他）『経済政策入門(1)理論』（有斐閣双書,1993）
- （河合正弘、八代尚宏）『経済政策の考え方』（有斐閣アルマ,1995）
- （新庄浩二編）『産業組織論』（有斐閣,1995）

### 共編著
- （廣瀬弘毅）『現代産業組織論』（放送大学教育振興会,1997）

### 翻訳
- （J.M.オリバー/著, 河上正二/共訳）『法と経済学入門』（同文舘出版,1986）